# Harry Lauter
Pour les articles homonymes, voir Lauter.
Harry Lauter (né le 19 juin 1914 à White Plains, dans l'État de New York et mort le 30 octobre 1990 à Ojai, en Californie) est un acteur américain.

## Filmographie partielle

### Cinéma
- 1950 : 711 Ocean Drive de Joseph M. Newman
- 1951 : The Racket de John Cromwell
- 1951 : Les Diables de Guadalcanal de Nicholas Ray : Freddie
- 1953 : Fighter Attack de Lesley Selander
- 1954 : Dragonfly Squadron de Lesley Selander
- 1955 : Pavillon de combat (The Eternal Sea) de John H. Auer
- 1956 : Meurtres à Miami de Fred F. Sears : Tim Grogan
- 1957 : L'Ultime Chevauchée (Raiders of Old California) d'Albert C. Gannaway : lieutenant Scott Johnson
- 1957 : Commando dans la mer du Japon (Hellcats of the Navy)
- 1958 : The Cry Baby Killer de Jus Addiss
- 1959 : Le Shérif aux mains rouges de Joseph M. Newman : Ed Masterson
- 1962 : Seuls sont les indomptés de David Miller
- 1965 : Convict Stage de Lesley Selander
- 1967 : Le Justicier de l'Arizona de James Neilson

### Télévision
- 1967 : Les Mystères de l'Ouest (The Wild Wild West), (série TV) - Saison 3 épisode 17, La Nuit du Mannequin (The Night of the Headless Woman), de Alan Crosland Jr. : le Shérif
- 1968 : Le Virginien saison 7 épisode 12 (Nora) : Captain Harris
- 1971 : Le Virginien (TV) saison 9 épisode 23 (Wolf Track) : Adjoint sheriff